# Oligia iridis
Oligia iridis là một loài bướm đêm trong họ Noctuidae.